# ریدایرکت
ریدایرکت یا تغییرمسیر نشانی وب (به انگلیسی: URL redirection) تکنیکی از شبکه جهانی وب برای نشان دادن یک وب‌سایت بر روی بیش از یک نشانی وب می‌باشد. استفاده از تغییر مسیر نشانی وب یکی از مهمترین راهکارهای بهبود سئو وب‌سایت‌ها می‌باشد. وقتی ادرس یک صفحه را به صفحه ای دیگر ریدایرکت می کنیم، کاربر با وارد کردن ادرس صفحه اول، وارد صفحه دوم می شود و صفحه اول را نمی‌بیند.

## انواع ریدایرکت
تغیر مسیرها یا ریدایرکت ها انواع مختلفی دارند که عبارتند از:

### ریدایرکت 301
ریدایرکت 301 یک استاتوس کد در پروتکل HTTP است به این معنی که یک آدرس (URL) به صورت دائمی به  یک آدرس (URL) دیگر انتقال پیدا کند. این انتقال می تواند به یک ادرس در داخل سایت خودمان و یا سایت دیگری باشد. هر صفحه ای نزد گوگل مقداری اعتباری دارد. با ریدایرکت 301 حدودا 90 تا 99 درصد اعتبار صفحه را منتقل می شود.

### ریدایرکت 302
زمانی از این ریدایرکت استفاده می کنیم که می خواهیم به صورت موقت یک آدرس را به آدرس دیگر انتقال دهیم. از طریق این ریدایرکت انتقال صورت می گیرد اما اعتبار منتقل نمی شود. هرچند برخی اعتقاد دارند در عمل فرقی بیان ها نیست. با این وجود اگر مدت زمان زیادی از 302 کردن یک آدرس گذشته باشد، گوگل آن را 301 به حساب می آورد و انتقال اعتبار هم کامل صورت می گیرد.  پس اگر قصد انتقال دائمی دارید، مطمئن ترین راه برای انتقال اعتبار یک صفحه به صفحه دیگر، استفاده از ریدایرکت دائمی 301 است.

### ریدایرکت متا رفرش (Meta Refresh)
ریدایرکت هایی که تا الان گفته، سمت سرور صورت می گرفت. ولی Meta Refresh به جای اجرا در سمت سرور، در سمت کاربر انجام می شود. احتمالا این صفحه به این صورت دیده اید "در صورتی که تا چند ثانیه دیگر به صفحه مورد نظر منتقل نشدید، ابنجا را کلیک کنید". مخصوصا در سایت ها فیلم و موزیک و عکس و فروم ها. هرچند این ریدایرکت تا حدودی اعتبار صفحه را منتقل می کند، اما به خاطر عدم انتقال کامل اعتبار و کارایی ضعیف آن در سئو پیشنهاد نمی شود.
از مهمترین روش‌های تغییر مسیر نشانی وب، استفاده از روش ریدایرکت ۳۰۱ می‌باشد. برای استفاده از این روش می‌بایست صفحه مورد نظر وب‌سایت را توسط یک شرکت میزبان وب ذخیره کرده و سپس با استفاده از کدهای ریدایرکت ۳۰۱ تغییر مسیر نشانی وب را به آدرس مورد نظر تغییر دهید.